# 羅德信
羅德信（義大利語：Antonio Crotti，1915年12月31日—1987年1月17日），義大利天主教靈醫會神父，長年服務於台灣偏遠、醫療缺乏的地區，天主教在澎湖地區發展初期的重要人物。

## 生平
羅德信在1915年出生於義大利王國聖瑪丁諾，1933年進入天主教靈醫會，1940年晉鐸神父。過去神職人員多為替貴族服務，羅德信父親為共產黨員，原本反對兒子加入教會，羅德信乃因此發願替窮苦人士奉獻一生。第二次世界大戰期間，因具備歷史學的背景，曾被教會派遣到羅馬，負責編寫聖嘉民（義大利語：Camillus de Lellis）的傳記。第二次世界大戰結束的1945年，慈幼會（Salesian）中國雲南教區的主教紀勵志（Jožef Kerec）計畫在雲南興建一家醫院，為尋找合適的醫護人員返回羅馬，便邀請羅德信主持這項計畫，以及招募自願赴往雲南的靈醫會會士。:82-83

### 雲南時期
1946年，羅德信秉持「到最偏遠的地區服侍最窮苦的人」之信念，率領五名會士前往雲南昭通、巧家一帶，胼手胝足建立醫院，視病如親照料痲瘋病患，總共待了六年的時光，最後卻在1950年後被共產黨委員粗暴地對待，如遭到甩耳光、扔石頭、群眾批鬥等等，1952年獲得出境前往香港的通行證才離開中國，這期間的遭遇一度令羅德信心灰意冷。:82-83

### 轉折時期
1952年，羅德信短暫停留香港避難後，並未打消在遠東傳教的念頭，毅然決定前往台灣，4月份落腳於宜蘭縣的羅東鎮，同月份來澎湖進行三日的勘查，認為澎湖「那裡風很大、沙很多，但也充滿了希望。」:8，建請上級在澎湖建立傳教據點。隔年羅德信被派往泰國班蓬（Ban Pong），協助當地設立靈醫會據點，一年後返回台灣。:86

### 澎湖時期
1953年9月，羅德信再次前往澎湖縣的馬公市，除了承接下教會診所（瑪利診所）的工作，並主要擔負起澎湖地區傳教業務。在羅德信抵達澎湖之前，馬公地區已經有一間臨時聖堂，由一位山東籍神父傅興仁搭建。1950年代，澎湖的天主教徒多為軍眷，流動率高，羅德信以為宣教效果不彰，遂決意募款籌建聖堂，開辦英語進修班和幼稚園等等，將傳教重心與當地居民生活結合，傳道事業也漸上軌道，爾後促成有1964年馬公天主堂落成、1965年烏崁天主堂落成等事蹟；在1960年代，澎湖天主教徒約莫推展到一千人左右。
1957年間，羅德信創辦惠民醫院，在健保實施前，惠民醫院和縣內衛生局合作，前往各鄉村進行巡迴診所，最初約莫每兩周會去一次馬公市的烏崁里、湖西鄉沙港村和講美村、西嶼鄉赤馬村提供醫療服務，不少貧苦百姓因此受惠。1971年，惠民醫院在白沙鄉通樑村設置醫療巡迴站，每日皆派遣醫療車停留當地。羅德信僅在駐澎初期尚有負責行醫業務，爾後醫務交由呂道南（義大利語：Antonio Didone）、何義士（義大利語：Davide Luigi Giordan）等靈醫會會士接班，便專注於行政和傳教上的業務。為了發展教務，羅德信便將自身在雲南遭受中國共產黨迫害的經歷，分別以英文、西班牙文、德文、法文、義大利文等寫成小冊，在歐洲各處發放傳播，藉以勸募集資。
當時台灣適逢二戰波及，物資缺乏，天主教會因較易取得美國捐贈管道，羅德信常常不辭千里在澎湖各島嶼間探訪、發放物資（如大倉嶼、東嶼坪、西嶼坪、西吉嶼、望安嶼、七美嶼等），從事社會救濟不遺餘力。羅德信另外也具備土木工程專長，協助過大倉碼頭修建、鋪設村外聯絡道路，以及經手過多間古厝等翻修工程，並建造沙港、烏崁、西嶼、白沙鄉等處的天主堂。
1963年，羅德信成為澎湖縣政府頒贈的「澎湖榮譽縣民」。羅德信在馬公市先後在興建36戶的「惠民新村」，繼而籌建「惠民二村」，以籌畫貸款基金、不接受任何救濟的方式在1969年6月18日完成工程，要求申請入住民眾須領有「貧民證書」，入住條件不分省籍和性別，解決當時棘手的貧民住宅問題，羅德信還因此當選1970年度的「澎湖好人好事代表」，梵蒂岡教廷駐華大使甚至蒞臨澎湖觀賞頒獎，為澎湖提升不少國際能見度。也因為他性情活潑開朗，國語、臺語皆十分流利，與澎湖各層居民相交甚篤，其中包括曾任澎湖縣長的李玉琳。當時甚至有人開玩笑說：「羅神父如果出來競選縣長，說不定會高票當選。」:79-96

### 晚年時期
1971年，羅德信接到職務調動，離開待了18年的澎湖，赴宜蘭縣擔任羅東聖母醫院院長七年（1971-1977），並兼任靈醫會亞洲區的會長。1980年，羅德信已高齡65歲，仍接受教會任命，前往印度開疆闢土，建立靈醫會的新據點，長年往來菲律賓、印度和台灣之間，後來被發現罹患心臟病，導致後來兩次中風。羅德信在1987年1月17日於羅東聖母醫院安息，享壽72歲。

## 著作
1968年，羅德信以義大利文出版《澎湖：風和沙之島》一書，該書將澎湖1950年代至1960年代間的風俗民情、生活習慣和歷史傳說介紹到歐洲地區，歷史價值極高。

## 外部連結
- 台灣天主教靈醫會 （页面存档备份，存于）